# مشکوفو
مشکوفو (به لاتین: Meshkovo) یک منطقهٔ مسکونی در روسیه است که در استان آستراخان واقع شده‌است.